# أنظمة عملات خفض الانبعاثات

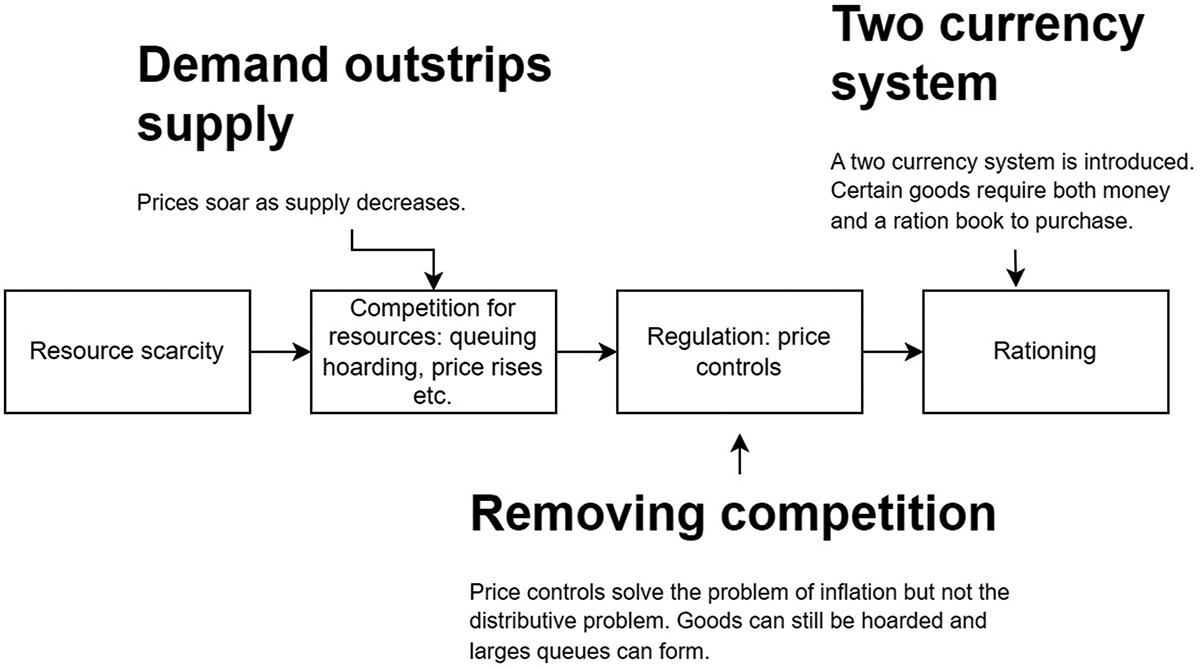
مخطط انسيابي يوضح العملية التي تم من خلالها استخدام نظام الحصص الغذائية خلال الحرب العالمية الثانية لتوزيع السلع النادرة

أنظمة عملات خفض الانبعاثات هي برامج توفر مكافآت اقتصادية أو اجتماعية أو كليهما للتخفيضات في انبعاثات الغازات الدفيئة، إما عن طريق توزيع العملة الوطنية أو إعادة توزيعها أو من خلال نشر قسائم أو نقاط تشجيعية أو عملة محلية أو عملات التكميلية.

## مقارنة مع وسائل تخفيض الانبعاثات الأخرى
يختلف نظام عملة خفض الانبعاثات عن أشكال أخرى مثل رصيد الانبعاثات، إذ يحدد رصيد الانبعاثات عن طريق حد وطني أعلى للانبعاثات وعن طريق الدرجة التي يمنح بها هذا الرصيد الحق بالتلويث، ويمكن ربح القيمة النهائية للرصيد عند الامتثال لتجنب الغرامات التأديبية على الانبعاثات.
ويختلف أيضًا عن تعويض الكربون الاختياري إذ يجري الدفع عادة لتمويل الطاقة البديلة أو إعادة التشجير، ويُستخدم ما ينتج عنها من خفض الانبعاثات وتخزينها في تخفيض أو إلغاء مسؤولية الدافعين عن الانبعاثات التي ينتجونها بها أنفسهم. وتكمن قيمة التعويض في كونها ملكًا للمشتري وتنطبق فقط على الفترة والهدف الذين يُطبق التعويض من أجلهما.
وعلى العكس، فإن عملة تخفيض الانبعاث هي تمامًا حافز لتغيير سلوك الأفراد والمجموعات، وبهذا تخلق العملات فائدة اقتصادية إضافية لتخفيضات الانبعاثات منفصلة عن التكلفة التي تفرضها الحدود الوطنية العليا للانبعاثات أو التكلفة الاختيارية المقدرة من قبل الشاري لتعويض اختياري.
إن أنظمة عملة خفض الانبعاثات غير قابلة للتبادل ضمن أنظمة تجارة الانبعاثات وبالتالي لا تمنح أي حق بالتلويث.
وفي حين لم يحقق أي نظام عملة لتخفيض الانبعاثات نطاق أنظمة رصيد الانبعاثات، فهناك العديد من البرامج صغيرة النطاق قيد العمل أو الإنشاء، وهناك أيضًا مجموعة من المداخل النظرية في الوقت الحالي التي يروّج لها عدد من المنظمات والمؤسسات الأكاديمية ومراكز الأبحاث.
تشمل أنظمة عملة خفض الانبعاثات من ناحية المفهوم أنظمة عملة الكربون، لكنها تضم أيضًا برامج تقلل الانبعاثات بطرق عرضية، مثل تخفيض النفايات وتثقيف المجتمع.

## التاريخ
إن أول من أشار إلى فكرة الثروة العالمية القائمة على إنتاج الطاقة البديلة هو بوكمينستر فيولر في كتابه لعام 1969 دليل تشغيل سفينة فضاء الأرض، وقد كان رائد الفكرة هو غاري ديفيز الذي وزع «دولارات الكيلو واط» هذه في قمة الأرض عام 1992 التي عقدت في ريو ديجينيرو. وقد أطلق إدغار كيمبرز وروب فان هيلتون ما يسمى «عملة كيواه» (ساعة كيلواط) في قمة كوبنهاغن للمناخ عام 2009.

## أصناف أنظمة عملة خفض الانبعاثات
يمكن تعريف أنظمة عملة خفض الانبعاثات حسب انتمائها لواحدة أو أكثر من الأصناف الخمسة التالية:

### برامج سندات الكربون
إن إدخال ممارسات إدارة الأراضي المستدامة في الغابات الاستوائية وغيرها من البيئات ذات نسبة الكربون المرتفعة يمكن أن يؤدي إلى إنقاص الانبعاثات الناتجة عن إزالة الغابات التي يمكن أن تحدث بشكل آخر، أو من التخزين التقليدي لغاز ثاني أوكسيد الكربون.
يمكن استخدام الأراضي التي تشترى وتدار من أجل هذا الغرض لإنتاج حق كربوني يمكن الإتجار به بشكل مستقل، والذي يمكن أن يعتمده نظام رصيد انبعاثات ما أو لا. فمثلًا، يمكن تحويل الكتلة الحيوية فوق الأرضية الناتجة عن تغيرات استخدام الأرض حاليًا إلى أرصدة انبعاثات معتمدة وفقًا لبروتوكول كيوتو لآلية التنمية النظيفة. إن زيادة كربون التربة لأسباب أخرى غير إعادة التشجير، عبر التغيرات بممارسات إدارة الأرض أو عن طريق طمر الفحم الحيوي، هي الآن غير مشمولة في أنظمة أرصدة الانبعاثات مثل بروتوكول كيوتو.
يمكن المتاجرة بشهادات السندات القانونية  كشكل من أشكال العملة بشكل مستقل عن استخدامها كتعويض، معطيةً فوائد اقتصادية إضافية؛ وتقترح مؤسسة عملة الكربون هذا الاستخدام.
ومن بين أنظمة عملة تخفيض الانبعاثات الأخرى المطروحة على هذا الأساس مشروع (إي سي أو) وهو مشروع «لمختبر الطبيعة المستقبلية»، وهو مبادرة من جامعة إيندهوفن التقنية في هولندا.

### برامج الحسومات الترويجية
وهو نظام عملة تخفيض الانبعاثات يقوم على حسومات ترويجية، إذ يُكافأ المشتركون فيه لتخفيض انبعاثاتهم باكتساب نقاط يمكن صرفها على شكل حسومات من شركات معلنة في النظام.
وأحد هذه البرامج هو ريسايكل بانك (بنك إعادة التدوير)، الذي يمكن للمشتركين فيه وزن مواد إعادة التدوير في سلات مهملات مصممة خصيصًا يمكنها أن تعرّف نفسها لمقاييس مثبتة في مركبات جمع القمامة. تمول الحكومات البلدية ريسايكل بانك لشراء وتشغيل المعدات المطلوبة، ما يسمح لريسايكل بانك بالعمل كشركة خاصة ربحية؛ ومن البرامج المشابهة برنامج غرين بولس الذي يعمل من خلال مواقع التواصل الاجتماعي مثل فيسبوك.
يستخدم برنامج إيرث إيد برمجيات متخصصة تنشر فواتير خدمات من شركات تعمل على الشبكة بحيث يمكن للمشتركين مشاركتها مع العائلة والأصدقاء. ويحصل تخفيض استهلاك الطاقة على نقاط مكافأة يمكن صرفها على شكل جوائز من الشركات المشتركة في شبكة مكافآت إيرث إيد.

### أنظمة توزيع الحصص
هي أنظمة عملة تخفيض الانبعاثات تقوم على توزيع الحصص، إذ يحصل جميع المشاركين على مكافآت موزعة بالتساوي من عملة الانبعاثات، ثم يتاجر المشاركون بالبضائع والخدمات مع بعضهم البعض للحصول على ما يكفي من العملة لتغطية انبعاثاتهم الفعلية. إن هدف برنامج توزيع الحصص هو الحصول على تكافؤ اجتماعي بين المشاركين في ما يخص خفض الانبعاثات.
يصنف نظام رصيد الانبعاث ونظام توزيع الحصص عمليًا كنظام عملة لخفض الانبعاثات، لأن تجارة العملة المنشودة بين الأفراد كمتكافئين يمكن أن تخلق سوقًا ثانوية للتجارة تكون فيها العملة وسيلة للتبادل، وتخلق تجارتها أيضًا قيمًا اقتصادية إيجابية إضافية مرتبطة بانخفاضات الانبعاثات.
يُعد بنك المصادر العالمي واحدًا من المؤسسات المؤيدة لمثل برنامج توزيع الحصص العالمي هذا.

### برامج ترشيد الانبعاثات
يُعرف أيضًا باسم تجارة الكربون الشخصية، وهو برنامج عملة لتخفيض الانبعاثات يقوم على ترشيد يفترض حصة معيارية من الانبعاثات يسمح بها وسطيًا للمواطن، وتتزايد مع مرور الوقت.
يتلقى المشاركون الذين يستخدمون كمية أقل من الكمية المرشّدة عملة يمكن مقايضتها مع الذين يصدرون انبعاثات أعلى من الكمية المسموحة، ويتعهد جميع المشاركون بالبقاء تحت المعدل بشكل إجمالي بالإضافة لقيمة إيجابية صافية في البرنامج.
ويذكر أن لمجموعات عمل ترشيد الكربون التي بدأت في المملكة المتحدة شبكة عالمية من المجموعات، ويستخدم المشاركون فيها كأساس للكمية المرشّدة معدلًا معياريًا على مستوى البلد؛ ويجب أن يدفع المشاركون أصحاب الانبعاثات الأعلى من المعدل لمن هم تحته بالعملة الوطنية.
هذا وتنخرط جزيرة نورفولك في أستراليا في عملية تطبيق برنامج تجارة الكربون الشخصي الاختياري على كامل الجزيرة الذي صممه البروفيسور في جامعة الصليب الجنوبي غاري إيغر.

### برامج العملات القائمة على المجتمع
إن برنامج عملة خفض الانبعاثات القائم على المجتمع هو نظام تداول محلي تدعم فيه الانخفاضات التي يحققها أعضاء البرنامج في الانبعاثات العملةَ المحلية؛ ويكافئ المشاركين لجهودهم في منع الاحترار العالمي عندما تقبل هذه العملة المحلية في المقايضة من قبل باقي الأعضاء أو الشركات المحلية، وقد يكون لهذه العملات درجات متنوعة من إمكانية التحويل إلى طاقة تحفظ الكربون وطاقة متجددة أو إلى عملة وطنية.
إن برنامج إيدوغاوات هو شكل من أشكال عملة خفض الانبعاثات المستخدمة في إيدوغاوا في طوكيو، وهو مبادرة لمعبد الجودو شينسو جوكو الداخلي المحلي. وفي هذا البرنامج، يشتري المعبد وبعض الأتباع ألواحًا شمسية ويبيعون الطاقة الزائدة لشركة كهرباء طوكيو؛ ثم يأخذ المعبد الفرق بين السعر المدفوع من قبل شركة كهرباء طوكيو والسعر الذي تدفعه ألمانيا مقابل الطاقة الطبيعية، وتبيع شهادات الطاقة النظيفة بصفتها جمع تبرعات للمعبد؛ ويعُطى مشتروا شهادات الطاقة النظيفة 30 واحدًا من سندات إيدوغاوات مقابل الشهادة. «يُستخدم هذا حاليًا بين الناس كشهادة دين أو التزام مقابل مجالسة الأطفال ونقل الأحمال والترجمة وغيرها من الأعمال الصغيرة. لقد قدموا حافزًا لخلق مجتمع يقدم المساعدة المتبادلة ضمن المجتمع الأكبر، ونرغب في جعلها وسيلة لتعميق العلاقات بين الشخصية والثقة».
وقد كان تقرير كيوتو للجميع في عام 2006 تقريرًا كتبه بيتر فان لوتيرفيلت وديفيد بيتي وإدغار كيمبرز لوزارة البيئة الألمانية (سميت لاحقًا ڤي آر أو إم). وصفت الدراسة مجموعة من النماذج النقدية التي تربط المواطنين المستهلكين وأهداف تغير المناخ في الفترة اللاحقة لكيوتو.
أما نظام عملة خفض الانبعاثات مايا مايا، فهو برنامج تطور في غرب أستراليا. وتعرف عملة النظام باسم «بويا» وسميت بذلك تيمنًا بكلمة السكان الأصليين النيونغر المعبرة عن تجارة الصخور؛ وكل 1 بويا يقابل 10 كيلوغرامات من مكافئ ثنائي أكسيد الكربون لمنع الاحترار العالمي الذي يساوي 100 دولار للطن من ثاني أوكسيد الكربون من ضرائب الكربون، والذي يقارب التقدير المتوسط في دراسات محكمة. وقد ظهر الإصدار الأول لبويا في 30 يناير 2011 في فيرمانتل في وسط أستراليا في حدث نظمته إدارة الزراعة المستدامة الدولية ومؤسسة غايا لغرب أستراليا، وكان المصدران الآخران لبويا هما جامعة فيرمونت في أستراليا، ومدارس ابتدائية ومنظمات غير ربحية وروابط الأحياء.
وقد طرحت «شبكة السيولة»، وهي مبادرة تابعة لمؤسسة اقتصاديات الاستدامة، مقترحًا لطرح عملة لخفض الانبعاثات في المجتمع في بلدة كيلكيني في إيرلندا، والاقتراح الآن أمام المجلس للبت فيه.